# جائزة الصين الكبرى للدراجات النارية 2007
جائزة الصين الكبرى للدراجات النارية 2007 هو سباق دراجات نارية أقيم بتاريخ 6 مايو 2007 في حلبة شانغهاي الدولية، الصين. كان الجولة الرابعة من أصل 18 في سباق الجائزة الكبرى للدراجات النارية موسم 2007. فاز الأسترالي كيسي ستونر بفئة الموتو جي بي بينما جاء الإيطالي فالنتينو روسي في المركز الثاني وحصل على المركز الثالث الأمريكي جون هوبكنز.

## وصلات خارجية
- الموقع الرسمي